# Rhona Martin
Rhona Howie znana jako Rhona Martin (ur. 12 października 1966 w Irvine) – szkocka curlerka, kapitan reprezentacji Wielkiej Brytanii, która na Zimowych Igrzyskach Olimpijskich 2002 zdobyła złote medale, wicemistrzyni Europy z 1998.

## Kariera
Martin zaczęła grać w curling w wieku 16 lat (1982) dzięki swojemu bratu. Pierwszy występ Rhony na arenie międzynarodowej miał miejsce w 1988. Jako trzecia w drużynie Carolyn Hutchinson wygrała krajowe mistrzostwa juniorów i wystąpiła na Mistrzostwach Świata Juniorów 1988. Szkotki doszły wówczas do małego finału, gdzie przegrały 2:5 z Dunkami (Lene Bidstrup).
Jako skip wystąpiła na Mistrzostwach Europy 1996. Szkotki z pięcioma wygranymi wyszły z grupy round robin, w ćwierćfinale pokonały Francuzki 6:4. Jednak w półfinale nie udało im się zwyciężyć Szwedek (Elisabet Gustafson), zespół Martin przegrał również 4:6 mecz o brązowy medal przeciwko Niemkom (Andrea Schöpp).
Dwa lata później na ME Szkotki także awansowały do fazy play-off, w półfinale pokonały Szwajcarki (Nadja Heuer) 9:1, ostatecznie wywalczyły srebrne medale – w finale uległy 4:12 Niemkom (Andrea Schöpp). W 1999 ekipa Martin ponownie zajęła 4. miejsce, tym razem w małym finale wygrały 9:5 Szwajcarki (Luzia Ebnöther).
W 2000 Rhona Martin pokonała w finale rozgrywek krajowych Kirsty Hay i zapewniła sobie pierwszy i jak dotychczas jedyny występ na mistrzostwach świata. Reprezentantki Szkocji uczestniczyły w fazie zasadniczej jednak przegrały zarówno półfinał 6:10 z Kanadą (Kelley Law) i mały finał 5:10 przeciwko Norweżkom (Dordi Nordby). Rywalki przyznały jej Frances Brodie Award, nagrodę dla osoby najlepiej prezentującej „ducha curlingu”.
Podczas kolejnych mistrzostw Europy w 2001 Martin wygrała jedynie dwa mecze i uplasowała się na 6. miejscu. Wcześniej nie zakwalifikowała się do MŚ 2001 i przeszła operację kolana.

### Igrzyska olimpijskie 2002
W 2002 roku Szkocję na mistrzostwach świata reprezentowała drużyna Julii Ewart. Brytyjski komitet olimpijski obiecał jej miejsce na igrzyskach olimpijskich jeśli dojdzie do finału. Jednak Szkotki zajęły dopiero czwarte miejsce i w tej sytuacji na igrzyska pojechała drużyna Martin, która miała najwięcej punktów w klasyfikacji.
Podczas obozu treningowego w Calgary tuż przed igrzyskami Rhonę nękały dolegliwości żołądkowe, przez pięć dni przed rozpoczęciem zawodów nie była w stanie trenować. Trafiła do szpitala, a lekarze pozwolili jej na grę w dzień ceremonii otwarcia. Szkotki nie były zaliczane do faworytek rywalizacji, round robin ukończyły z bilansem 5-4, tak stosunkowo słaby wynik kwalifikował do rozegrania tie-breaker. W meczach dogrywkowych Brytyjki okazały się lepsze od Szwedek (Elisabet Gustafson) i Niemek (Natalie Nessler).
W meczu półfinałowym Martin zmierzyła się z faworyzowanymi Kanadyjkami (Kelley Law), w wyrównanym spotkaniu Szkotki zrewanżowały się za mecz w fazie grupowej i półfinał MŚ 2000 wygrywając 6:5. Reprezentacja pod przewodnictwem Martin wynikiem 4:3 triumfowała w finale nad Szwajcarkami (Ebnöther). W 10 endzie przy stanie 3:3 to Martin miała przywilej ostatniego zagrania, najbliżej guzika ustawiony był czerwony kamień przeciwniczek, a przed domem strażnik. W kończącym zagraniu Brytyjka ominęła kamień przed domem i drawem lekko odsunęła najlepiej ustawiony kamień pozostawiając swój, zdobywając pierwszy złoty medal zimowych igrzysk olimpijskich dla Wielkiej Brytanii od 1984. Finał pomimo różnicy czasów w Wielkiej Brytanii na kanale BBC oglądało 5,7 miliona osób. Jako że Martin przed igrzyskami nie pracowała w zawodzie, a zajmowała się domem, stała się najsłynniejszą gospodynią domową Wielkiej Brytanii. Media nazwały ostatni kamień dający mistrzowski tytuł kamieniem przeznaczenia („stone of destiny”), który znalazł swoje miejsce w edynburskim muzeum.
Kilka miesięcy później Martin za dokonania w curlingu została uhonorowana Orderem Imperium Brytyjskiego w stopniu Kawalera (MBE). Otrzymała też tytuł Szkotki roku („Scotswoman of the Year”).

### Po 2002
Tydzień po zakończeniu igrzysk odbyły się mistrzostwa Szkocji, które wyłoniły reprezentację na MŚ 2002. Wynikiem 3-2 w meczach zespół Jackie Lockhart pokonał Martin.
Rhona Martin pojawiła się na arenie międzynarodowej w 2005 podczas grudniowych mistrzostw Europy. Martin była skipem drużyny, w której znalazły się wcześniejsze krajowe rywalki – Jackie Lockhart i Kelly Wood. Szkotki zajęły 5. miejsce, przegrywając 7:8 w drugim meczu dogrywkowym z Dunkami (Dorthe Holm). Drużyna All-Star powstała głównie, by reprezentować Wielką Brytanię na Zimowych Igrzyskach Olimpijskich 2006, oficjalne nominacje przyznano zawodniczkom 22 grudnia.
Podczas ceremonii otwarcia Martin była chorążym reprezentacji. Brytyjkom nie udało się obronić tytułu mistrzowskiego. Round robin zakończone z bilansem 5-4 tym razem nie dawało możliwości wystąpienia w tie-breaker. Drużyna Martin uplasowała się na 5. miejscu wygrywając wcześniej m.in. z późniejszymi wicemistrzyniami Szwajcarkami (Mirjam Ott).
Rhona Martin po raz ostatni wystąpiła na Mistrzostwach Europy 2006. Wówczas już ze swoją własną drużyną przebrnęła przez dwa mecze dogrywkowe i w fazie zasadniczej 3:8 przegrała niższy mecz Page play-off przeciwko Szwajcarii (Ott).

### Po zakończeniu kariery
Martin w 2008 była trenerem zespołu Gail Munro oraz w 2009 Anny Sloan. W 2010 komentowała z Vancouver turniej olimpijski dla BBC.

## Drużyna
|           | Czwarta            | Trzecia         | Druga           | Otwierająca   |
| --------- | ------------------ | --------------- | --------------- | ------------- |
| ME 2006   | Rhona Martin       | Deborah Knox    | Claire Milne    | Lynn Cameron  |
| 2006/2007 | Rhona Martin       | Lynn Cameron    | Deborah Knox    | Claire Milne  |
| 2005/2006 | Rhona Martin       | Jackie Lockhart | Kelly Wood      | Lynn Cameron  |
| 2004/2005 | Rhona Martin       | Deborah Knox    | Alison Kinghorn | Janice Rankin |
| 2001/2002 | Rhona Martin       | Deborah Knox    | Fiona MacDonald | Janice Rankin |
| 1999/2000 | Rhona Martin       | Margaret Morton | Fiona MacDonald | Janice Watt   |
| ME 1998   | Rhona Martin       | Gail McMillan   | Mairi Herd      | Janice Watt   |
| ME 1996   | Rhona Martin       | Gail McMillan   | Linda McAulay   | Fiona Bayne   |
| MŚJ 1988  | Carolyn Hutchinson | Rhona Martin    | Joan Robertson  | Tara Brown    |

## Życie prywatne
Rhona Martin jest matką dwójki dzieci Jennifer (ur. 1992) i Andrew (ur. 1995). Studiowała hotelarstwo w Glasgow College of Technology. Do ZIO 2002 była gospodynią domową. Po sukcesie z Salt Lake City pracowała jako trener curlingu oraz na niepełny etat w Western Institute of Sport. W 2005 upadła firma komputerowa męża Rhony, by spłacić długi musiała sprzedać dom. Tego kryzysu nie przetrwało 15-letnie małżeństwo Martin, które zakończyło się separacją. Po separacji powróciła do panieńskiego nazwiska.

## Kradzież medalu
W 2014 złoty medal zdobyty przez Rhonę Howie został skradziony, wraz z innymi przedmiotami o łącznej wartości 34 tysięcy funtów, z muzeum w Dumfries. Kradzieży dokonało trzech mężczyzn. Dwóch z nich zostało skazanych na więzienie w 2017 roku (kary 3 lat i 10 miesięcy oraz 3 lat i 7 miesięcy). W 2018 roku jeden z nich został wypuszczony na wolność. Trzeci ze złodziei został skazany na 43 miesiące więzienia w 2019 roku.
Samego medalu nigdy nie odnaleziono. Policja uważa, że został przetopiony.